# Ceneu

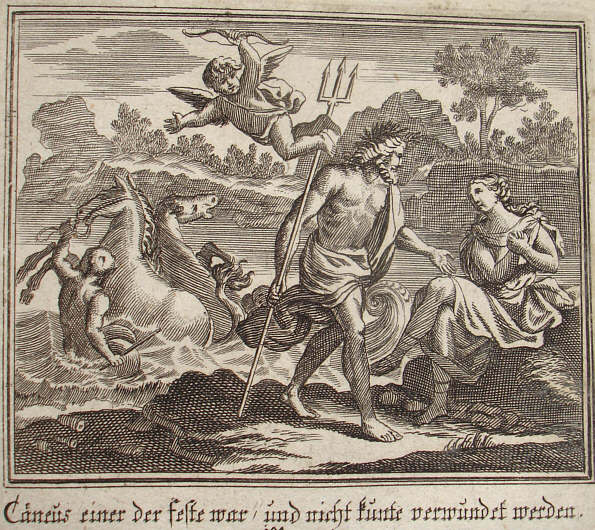
Krauss - Posidó i Cenis

Ceneu (grec antic: Καινεύς, Kainéus) d'acord amb la mitologia grega, va ser un heroi grec, fill d'Èlat, rei dels làpites.
En néixer era una noia i tenia el nom de Cenis, fins que fou assetjada i forçada per Posidó, que per compensar-la li volgué concedir un desig. Ella va demanar que la convertís en un home invulnerable. El déu hi accedí i la va transformar.
Amb la seva nova forma, Ceneu va prendre part en la lluita contra els centaures i, com que els causava moltes baixes i no el podien ferir amb les armes, els centaures el van enterrar viu sota un munt de troncs d'avet i pedres que el van ofegar. Després de mort, els déus el transformaren una altra vegada en dona, o en un ocell del mateix nom que alguns han identificat amb el flamenc.
Segons una altra tradició, Ceneu, quan va ser transformat en home, es va tornar superbiós i va plantar la seva llança al mig de la plaça pública exigint que tothom adorés la seva arma com una divinitat. Zeus el va castigar enviant-li els centaures que van acabar matant-lo. Ceneu figura en alguns catàlegs dels argonautes. Un fill seu, Coronos, va ser rei dels làpites en temps d'Hèracles.